# .NET Compact Framework
Das .NET Compact Framework war ein Abkömmling des .NET Frameworks, der speziell für die Nutzung auf mobilen Endgeräten wie beispielsweise Smartphones und PDAs unter dem Betriebssystem Windows Embedded Compact ausgerichtet ist. Es soll Entwicklern erleichtern, Anwendungen für mobile Geräte zu schreiben oder sie auf diese zu portieren.
Mit der Ablösung von Windows Embedded Compact durch Windows IoT wurde auch das Framework durch .NET Core abgelöst.
Technisch gesehen ist das Compact Framework eine Laufzeitumgebung bzw. eine Klassenbibliothek (vgl. Framework). Diese Version ist gegenüber dem normalen .NET Framework für den PC um eine größere Zahl von Klassen reduziert, die für Kleingeräte nicht benötigt werden oder zu viel Speicherplatz belegen.
Das .NET Compact Framework 1.0 wurde in Verbindung mit Microsoft Visual Studio 2003 eingeführt. Unterstützt wird das Compact Framework ab Pocket PC 2000 (Windows CE 3.0) und Windows CE.NET 4.1. Programme können mit den .NET-Sprachen Visual Basic .NET und C# entwickelt werden. Bei der Entwicklung für mobile Geräte helfen die „Smart Device Extensions“ (SDE) für Visual Studio, die zum Beispiel einen Handheld am Computer emulieren können.

## Versionshistorie
| Versionsname | Versionsnummer | Datum der Veröffentlichung |
| ------------ | -------------- | -------------------------- |
| 1.0 RTM      | 1.0.2268.0     | Ende 2002                  |
| 1.0 SP1      | 1.0.3111.0     | Unbekannt                  |
| 1.0 SP2      | 1.0.3316.0     | Unbekannt                  |
| 1.0 SP3      | 1.0.4292.0     | Januar 2005                |
| 2.0 RTM      | 2.0.5238.0     | Oktober 2005               |
| 2.0 SP1      | 2.0.6129.0     | Juni 2006                  |
| 2.0 SP2      | 2.0.7045.0     | März 2007                  |
| 3.5 Beta 1   | 3.5.7066.0     | Mai 2007                   |
| 3.5 Beta 2   | 3.5.7121.0     | Unbekannt                  |
| 3.5 RTM      | 3.5.7283.0     | 19. November 2007          |
| 3.5          | 3.5            | 25. Januar 2008            |
| 3.9          | 3.9            | 2014                       |

Die installierten Versionen des .NET Compact Frameworks auf einem Windows-Mobile-Gerät können mit dem Programm \Windows\cgacutil.exe angezeigt werden. Es können mehrere Versionen gleichzeitig auf einem Gerät installiert sein.